# فيديريكا هومولر
فيديريكا هومولر (بالإسبانية: Federica Haumüller)‏ مواليد 5 ديسمبر 1972 في الأرجنتين، هي لاعبة كرة مضرب أرجنتينية سابقة بدأت مسيرتها كمحترفة سنة 1987، اعتزلت اللعب في 1991. أعلى تصنيف لها في الفردي كان المركز الـ 102 في سنة 1990. أعلى تصنيف لها في الزوجي كان المركز الـ 182 في سنة 1990.

## روابط خارجية
- فيديريكا هومولر على موقع رابطة محترفات التنس (الإنجليزية)
- فيديريكا هومولر على موقع الاتحاد الدولي لكرة المضرب (الإنجليزية)
- فيديريكا هومولر على موقع خلاصة التنس.كوم (الإنجليزية)